# 공중접객업
공중접객업(公衆接客業)은 극장, 여관, 음식점, 그 밖의 공중이 이용하는 시설에 의한 거래를 영업으로 하는 것을 말한다. 공중접객업을 영업으로 하는 사람을 공중접객업자라 한다. 여기서 객의 집래를 위한 시설은 공중이 집래하여 이용하기에 적합한 물적, 인적 시설이다.

## 상법조문
제151조(공중접객업의 의의)극장, 여관, 음식점, 그 밖의 공중이 이용하는 시설에 의한 거래를 영업으로 하는 자를 공중접객업자(公衆接客業者)라 한다.
제152조(공중접객업자의 책임)
① 공중접객업자는 자기 또는 그 사용인이 고객으로부터 임치(任置)받은 물건의 보관에 관하여 주의를 게을리 하지 아니하였음을 증명하지 아니하면 그 물건의 멸실 또는 훼손으로 인한 손해를 배상할 책임이 있다.
② 공중접객업자는 고객으로부터 임치 받지 아니한 경우에도 그 시설 내에 휴대한 물건이 자기 또는 그 사용인의 과실(경과실 포함)로 인하여 멸실 또는 훼손되었을 때에는 그 손해를 배상할 책임이 있다. - 과실의 입증책임 : 고객
③ 고객의 휴대물에 대하여 책임이 없음을 알린 경우에도 공중접객업자는 제1항과 제2항의 책임을 면하지 못한다.
제153조(고가물에 대한 책임)
화폐, 유가증권, 그 밖의 고가물(高價物)에 대하여는 고객이 그 종류와 가액(價額)을 명시하여 임치하지 아니하면 공중접객업자는 그 물건의 멸실 또는 훼손으로 인한 손해를 배상할 책임이 없다.
제154조(공중접객업자의 책임의 시효)
① 제152조와 제153조의 책임은 공중접객업자가 임치물을 반환하거나 고객이 휴대물을 가져간 후 6개월이 지나면 소멸시효가 완성된다.
② 물건이 전부 멸실된 경우에는 제1항의 기간은 고객이 그 시설에서 퇴거한 날부터 기산한다.
③ 제1항과 제2항은 공중접객업자나 그 사용인이 악의인 경우에는 적용하지 아니한다.

## 사례
- 갑은 한식당에서 음식을 먹기 위해 신발을 벗고 식당에 들어갔는데 나중에 보니 신발이 없어진 경우 한식당은 공중접객업자로 신발 보관에 주의를 게을리하지 아니하였음을 증명하지 아니하면 손해배상책임이 있다[2].
- 여관이나 음식점 등의 공중접객업소에서 주차대행 및 주차관리요원을 상시 배치해 이용객들에게 자동차와 시동열쇠를 주차요원에게 맡기도록 한 경우 자동차는 공중접객업자가 보관하는 것이며 자동차에 대한 자동차 보유자의 운행지배는 떠난 것으로 볼 수 있다[3] 예외적으로 자동차 보유자가 공중접객업소의 일반적 이용객이 아니라 공중접객업자와의 사업·친교 등 다른 목적으로 공중접객업소를 방문하였음에도 호의적으로 주차의 대행 및 관리가 이루어진 경우, 일상적으로는 주차대행이 행하여지지 않는 공중접객업소에서 자동차 보유자의 요구에 의하여 우발적으로 주차의 대행 및 관리가 이루어진 경우 등 자동차 보유자가 자동차의 운행에 대한 운행지배와 운행이익을 완전히 상실하지 아니하였다고 볼 만한 특별한 사정이 있는 경우에는 달리 보아야 한다[4].
- 공중접객업인 산후조리원 내에서 고객의 휴대물이 분실·훼손·도난됐음에도 사업자의 책임을 일체 인정하지 않는 것 역시 불공정 약관에 해당된다[5].

## 보호의무
숙박업자는 통상의 임대차와 같이 단순히 여관 등의 객실 및 관련 시설을 제공하여 고객으로 하여금 이를 사용, 수익하게 할 의무를 부담하는 것에서 한 걸음 더 나아가 고객에게 위험이 없는 안전하고 편안한 객실 및 관련 시설을 제공함으로써 고객의 안전을 배려하여야 할 보호의무를 부담한다

## 취지
고객의 휴대품의 분실, 도난 등 사고에 대한 업주책임을 명확히 하여 고객을 보호하기 위함이다.

## 면책규정
상법 제136조와 관련되는 고가물불고지로 인한 면책규정은 일반적으로 운송인의 운송계약상의 채무불이행으로 인한 청구에만 적용되고 불법행위로 인한 손해배상청구에는 그 적용이 없으므로 운송인의 운송이행업무를 보조하는 자가 운송과 관련하여 고의 또는 과실로 송하인에게 손해를 가한 경우 동인은 운송계약의 당사자가 아니어서 운송계약상의 채무불이행으로 인한 책임은 부담하지 아니하나 불법행위로 인한 손해배상책임을 부담하므로 위 면책규정은 적용될 여지가 없다

## 임치 받은 물건에 대한 책임
공중접객업자는 객으로부터 임치를 받은 물건의 멸실 또는 훼손에 대하여 불가항력으로 인함을 증명하는 것이 아닌 물건의 보관에 관하여 주의를 게을리하지 아니하였음을 증명하지 아니하면 그 손해를 배상할 책임을 면하지 못한다.

### 임치의 의미에 관한 판례의 태도
주차사실을 통제하거나 확인하는 시설이나 조치(관리통제시설)가 갖추어진 여관의 경우는 객이 이러한 주차장에 주차하는 경우 묵시적 임치의사를 인정하였다.
관리통제시설을 갖추지 않은 채 단지 주차의 장소만을 제공하는 여관의 경우는 투숙객이 그러한 주차장에 주차한 것만으로 여관업자와 투숙객 사이에 임치의 합의가 있은 것으로 볼 수 없고, 다만 투숙객이 여관 측에 주차사실을 고지하거나 차량열쇠를 맡겨 차량의 보관을 위탁한 경우에만 임치의 성립을 인정하고 있다.

## 임치를 받지 않은 물건에 대한 책임
자기 또는 그 사용인의 과실로 인하여 멸실 또는 훼손된 때에는 책임을 진다

## 소멸시효
1. 영업자나 그 사용인에게 악의가 없는 한 임치물을 반환하거나 객이 휴대한 물건을 가져간 후 6월이 경과하면[11]
2. 전부 멸실한 경우 객이 퇴거한 날로부터 시효가 기산된다[12]
3. 악의인 때에는 단기소멸시효가 적용되지 않고, 5년의 일반상사채권 소멸시효 적용된다

## 참고 문헌
- 안동섭, 공중접객업 의 법률관계, 고전연구, 고시계 334('84.12) pp.25-34
- 박수영, 공중접객업자의 책임, 법학연구 제20집 (2005. 11) pp.51-81 1225-2689, 2005.
- 박수영, 상법상 공중접객업자의 책임, 法學硏究, 전북대학교 법학연구소.
- 양창수, 투숙객의 자동차 도난에 대한 숙박업자의 책임, 저스티스29,2('96.9) pp.122-133 1598-8015.
- 정경영, 판례연구 : 공중접객업자의 책임, 상사판례연구6권 23p, 전체쪽수 25p 1225-0392 한국상사판례학회 |1994년 .
- 정찬형, 公衆接客業者의 貴任, 법률신문사, 1992.

## 같이 보기
- 대한민국 상법 제151조
- 대한민국 상법 제152조
- 대한민국 상법 제154조